# Yazdi (Dialekt)
Yazdi (persisch: یزدی) ist ein persischer Dialekt, der in der iranischen Stadt Yazd und der Umgebung von den Persern gesprochen wird. Anders als die anderen persischen Dialekte gehört Yazdi ursprünglich zu den nordwestiranischen Sprachen (wie Kurdisch und Belutschisch) und nicht zu den südwestiranischen Sprachen wie Persisch. Jedoch wurde der Dialekt aufgrund von Migration und persischer Herrschaft so stark von der persischen Sprache beeinflusst, dass er heute als persischer Dialekt gilt und fast vollständig mit anderen persischen Dialekten verständlich ist. Jedoch gibt es einige phonetische und lexikalische Unterschiede.
Der Dialekt Yazdi ist jedoch nicht mit dem Zoroastrierdialekt Yazdi oder Judäo-Yazdi zu verwechseln, die von den jeweiligen religiösen Minderheiten in Yazd und der Umgebung gesprochen werden und vorm Aussterben bedroht sind.